# Franz Anton Pilgram

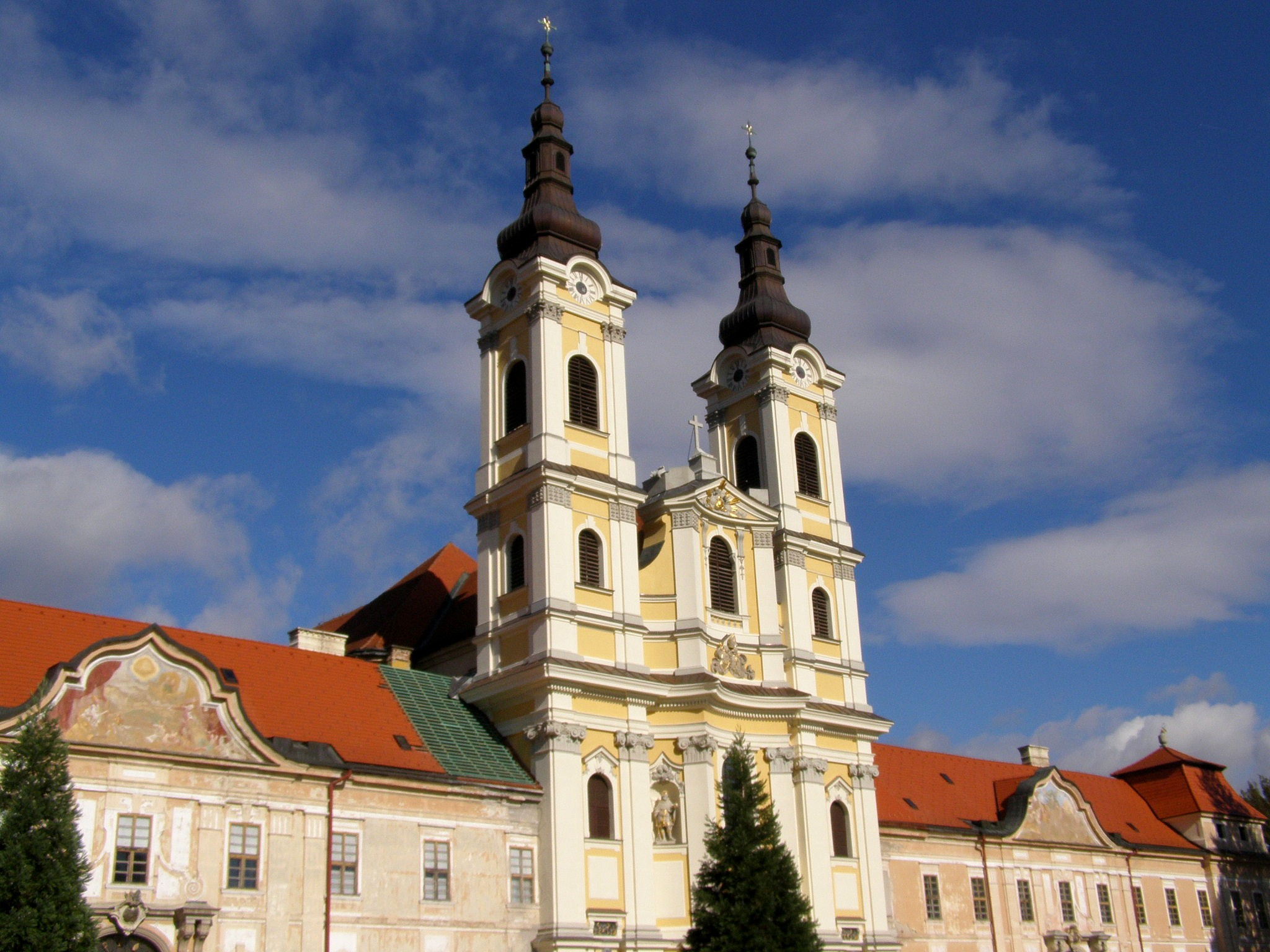
Zespół klasztorny w Jasovie

Franz Anton Pilgram (ur. 7 czerwca 1699 w Feldkirchen in Kärnten – zm. 28 października 1761 w Wiedniu) – austriacki architekt epoki baroku, uczeń Johanna Lukasa von Hildebrandta.

## Niektóre dzieła
- zamek Riegersburg;
- dokończenie budowy klasztoru Göttweig;
- Projekt pustelni w Majku;
- Projekt kościoła i klasztoru w Szentgotthárd;
- Projekt przebudowy pałacu Rottal w Wiedniu;
- Projekt pałacu arcybiskupiego w Fertőrákos;
- Projekt zespołu klasztornego zakonu norbertanów w Jasowie.